# Margaret Roding
 (avril 2023).
Pour les articles homonymes, voir Margaret et Roding.
Margaret Roding est un village et une paroisse civile de l'Essex, en Angleterre.